# (5231) Verne
(5231) Verne ist ein Asteroid des mittleren Hauptgürtels, der am 9. Mai 1988 von der US-amerikanischen Astronomin Carolyn Shoemaker am Palomar-Observatorium (IAU-Code 675) in Kalifornien entdeckt wurde. Eine Sichtung des Asteroiden hatte es vorher schon am 21. November 1960 unter der vorläufigen Bezeichnung 1960 WT am Lowell-Observatorium in Arizona gegeben.

## Merkmale
Der Asteroid hat einen mittleren Durchmesser von circa 11 km. Die Lichtkurve von (5231) Verne wurde mehrmals bestimmt, zum Beispiel bei Beobachtungen zwischen dem 11. Februar 2007 und dem 13. Mai 2008 durch René Roy an der Sternwarte Genf und von Brian D. Warner et al. 2009, wobei die Rotationsperiode mit 4,32058 h bestimmt werden konnte.
(5231) Verne gehört zur Eunomia-Familie, einer nach (15) Eunomia benannten Gruppe, zu der vermutlich fünf Prozent der Asteroiden des Hauptgürtels gehören. Die zeitlosen (nichtoskulierenden) Bahnelemente von (5231) Verne sind fast identisch mit denjenigen von zwei kleineren, wenn man von der Absoluten Helligkeit von 15,2 und 16,6 gegenüber 11,9 ausgeht, Asteroiden: (117009) 2004 HX63 und (343818) 2011 HZ11.
Nach der SMASS-Klassifikation (Small Main-Belt Asteroid Spectroscopic Survey) wurde bei einer spektroskopischen Untersuchung von Gianluca Masi, Sergio Foglia und Richard P. Binzel bei (5231) Verne von einer hellen Oberfläche ausgegangen, es könnte sich also, grob gesehen, um einen S-Asteroiden handeln. Später wurde mit einer Albedo von 0,243 (±0,021) eine relativ helle Oberfläche bestätigt.

## Benennung
(5231) Verne wurde am 15. Februar 1995 auf Vorschlag des ehemaligen Direktors des University of London Observatory Michael Dwortesky nach dem französischen Schriftsteller Jules Verne (1828–1905) benannt. In der von Dworetsky formulierten Widmung wurden Jules Vernes Werke Von der Erde zum Mond (1865), 20.000 Meilen unter dem Meer (1870) und Reise um die Erde in 80 Tagen (1873) hervorgehoben und erwähnt, dass das Ehepaar Shoemaker sowie Dworetsky große Fans des Werkes von Jules Verne sind.
Schon 1961 war ein Mondkrater der südöstlichen Mondrückseite nach Jules Verne benannt worden: Mondkrater Jules Verne. Der Mondkrater Verne hingegen wurde 1976 nach dem römischen Vornamen Verne benannt.